# LUX 017
LUX 017 fue un evento de artes marciales mixtas producido por LUX Fight League, que se llevó a cabo el 15 de octubre de 2021 en el Showcenter Complex de Monterrey, Nuevo León, México.

## Antecedentes
El evento estelar contó con una pelea de peso mediano entre Iván Valenzuela y Brandon Kesler, siendo el primero desde LUX 011 en que no se disputa un título de por medio.
La pelea coestelar contó con una pelea de peso mosca femenil entre la debutante Victoria Alba y Andrea Vázquez.